# Литература Алжира
Литература Алжира — литература, написанная либо на территории Алжира, либо о Алжире. Доминирующими языками в алжирской литературе являются французский и арабский.
На алжирскую литературу оказали влияние многие культуры, в том числе древние римляне, арабы, французы, испанцы и берберы.

## История
Исторические корни алжирской литературы восходят к нумидийской эпохе, когда Апулей написал «Золотого осла», единственный латинский роман, сохранившийся в полном объёме. Аврелий Августин, Ноний Марцелл и Марциан Капелла, среди прочих, также писали в этот период. В Средние века многие арабские писатели также произвели революцию в арабской мировой литературе с такими авторами, как Ахмад аль-Буни, Ибн Манзур и Ибн Хальдун, которые написали «Мукаддиму», оставаясь в Алжире. Во время правления Османской империи алжирская литература оставалась на арабском языке, главным образом в стиле рассказов и поэзии. В XIX веке, с началом французского колониализма, большая часть алжирской литературы перешла на французский язык, и лишь немногие арабские произведения были написаны до обретения независимости в 1962 году.
На развитие культуры огромное влияние оказало французское присутствие в Алжире, хотя берберская культура занимает важное место в культуре Алжира.

## Литература на французском языке
Французская литература в Алжире может быть критически сгруппирована по трём основным периодам: во-первых, ассимиляция с начала колониального периода до 1945 года; во-вторых, деколонизация с 1945 по 1962 год; и в-третьих, социальная критика с 1962 года по настоящее время.

### До 1945 года
Из-за колониального режима эта литература, по-видимому, сначала была в поддержку французского колониального режима, но они все ещё исследовали темы о трудностях ассимиляции во французскую культуру и разрывах между поколениями, вызванных этими колониальными изменениями. Некоторые учёные продолжают считать эти работы проблематичными в своём согласии с французским колониализмом, в то время как другие критики находят завуалированную критику колониализма во всех этих работах в форме аллюзий и двусмысленностей.
Многие учёные считают, что произведение «La vengeance du cheikh» (рус. Месть Шейха) Мхамеда Бен Рахаля 1891 года стало первым художественным произведением на французском языке алжирского автора.

### 1945—1962
Второй этап алжирской франкоязычной литературы начался, когда политическая ситуация в стране накалилась, а также когда началась война за независимость. Большинство алжирских авторов этого периода были сторонниками Фронта национального освобождения и независимого Алжира, поэтому многие литературные деятели в то время были активными участниками в рамках независимой стражи. Очень многие известные, а также малоизвестные писатели того времени были арестованы.
Алжирские писатели рассматривают творчество как «акт борьбы».

#### Известные произведения этого времени
- «Le Fils du pauvre»;
- «La Grande maison»;
- «La Colline oubliée»;
- «La Dernière impression».

### 1962 — н.в.
Третий период Алжирской франкоязычной литературы включает в себя написание статей о войне за независимость, а также критику элементов Алжирской традиции. Эти работы посвящены проблемам урбанизма, бюрократии, религиозной нетерпимости и Патриархата. Эти работы варьируются по стилю от реализма до постмодернизма.
Так называемый «алжиризм» был литературным жанром с политическим подтекстом, рождённым среди французских алжирских писателей, которые надеялись на общую алжирскую будущую культуру, объединяющую французских поселенцев и коренных алжирцев.

## На арабском языке

### Поэзия
Самая ранняя алжирская литература, написанная на арабском языке, состояла из поэзии на классическом или полуклассическом арабском языке, датируемом 8 веком. После первоначальной волны арабских произведений, созданных во время первого прибытия арабоязычных людей с Ближнего Востока в Магриб, классическая арабская поэзия в Алжире пережила затишье, растянувшееся с 1492 по 1920-е годы. Однако в это время начали своё развитие поэзии, написанной на алжирском арабском языке с полуклассической формой. Классическая арабская поэзия, возникшая в 20-е, 30-е и 40-е годы, в основном была сосредоточена на религиозных ценностях и написана в классическом стиле. Во время войны за независимость большая часть арабской поэзии в Алжире была написана свободным стихом. Эта поэзия была одновременно эмоциональной и воинственной. Поэзия после обретения независимости стала более новаторской по стилю и сосредоточилась на более широком спектре тем, во многом как и её прозаический аналог.

### Романы
Поскольку арабский язык не преподавался и не разрешался в школах до Алжирской войны, алжирская литература на арабском языке до 1962 года была скудной и в основном в формате коротких рассказов. Ахмед Реда Хоухоу написал в этот период несколько нашумевших рассказов, в том числе свою знаменитую сатиру «In the Company of the Wise Man’s Donkey». Фактически, до 1971 года большая часть Алжирской арабской литературы была написана в формате коротких рассказов.
Однако к 1980-м годам темы алжирской арабской литературы были во многом схожи с их французскими аналогами, обсуждавшими бюрократию, религиозную нетерпимость и патриархат. Переходя к 1990-м годам, алжирская арабская литература сосредоточилась главным образом на терроризме и трагедии того, что называлось чёрным десятилетием.

## Писатели
- Абдельхамид Бенхедуга;
- Аврелий Августин
- Анри Аллег;
- Жан Эль Мухув Амруш;
- Ваттар ат-Тахир;
- Салима Гезали;
- Ассия Джебар;
- Мухаммед Диб;
- Мулуд Фераун;
- Ахлям Мустаганами;
- Эмманюэль Роблес;
- Буалем Сансаль;
- Малек Уари;
- Мустафа Хасиан;
- Элен Сиксу;
- Ясмина Хадра;
- Вацины Ларедж;
- Жан Амруч;
- Таос Амруче;
- Лейла Аушал;
- Мохаммед Аркун;
- Азуз Бегаг;
- Рабах Беламри;
- Мириам Бен;
- Мохаммед Бенчику;
- Латифа Бин Мансур;
- Салах Бенлабед;
- Малек Беннаби;
- Рашид Буджедра;
- Нина Бурауи;
- Альберт Камю;
- Камель Дауд;
- Тахар Джаут;
- Набиле Фарес;
- Фадхила Эль Фарук;
- Ахур Фенни;
- Феттума Туати;
- Фатима Галлер;
- Анна Греки;
- Файза Гене;
- Малек Хаддад;
- Ясмина Хадра;
- Айсса Хеллади;
- Джанет Лачмет;
- Мулуд Маммери;
- Рашид Мимуни;
- Малика Мокедем;
- Ахлам Мостеганеми;
- Пьер Рабхи;
- Жан Сенак;
- Набила Рамдани;
- Эммануэль Роблес;
- Бенджамин Стора;
- Лейла Себбар;
- Василила Тамзали;
- Катеб Ясин;
- Мохаммед Чауки Зин;
- Муфди Закария.